# RoHS
Restriction of Hazardous Substances Directive 2002/95/EC, RoHS, prescurtare pentru Directive on the restriction of the use of certain hazardous substances in electrical and electronic equipment, este o directivă a Uniunii Europene adoptată în februarie 2003 și care se aplică la echipamentele introduse pe piață de la 1 iulie 2006. Directiva (2002/95/EC) restricționează folosirea a șase substanțe (plumb, mercur, cadmiu, crom hexavalent și a doi agenți inflamabili bromurați, PBB și PBDE). RoHS se află în strânsă legătură cu Directive WEEE și își are scopul provenit din această Directivă.

## Cum se pot testa produsele pentru a determina conformitatea RoHS
Exista diferite moduri de testare a conformității RoHS, de la metode relativ simple și până la analize chimice mai complexe. Oricare dintre aceste tehnici de testare ar fi adoptate este important ca acestea să permită testarea "materialului omogen" și nu întreaga componentă sau ansamblu. 
Una dintre cele mai eficiente metode de testare RoHS din punctul de vedere al costurilor este tehnica denumită ED-RXF (fluorescența electrodispersivă cu raze X). Tehnica presupune că eșantionul este excitat cu raze X, emisiile rezultate fiind colectate și analizate. Spectrul emisiilor poate identifica prezența și concentrația materialelor prezente în componența chimică a eșantionului.